# Еузебио Техера
Еузебио Техера (на испански: Eusebio Tejera) е уругвайски футболист, защитник.

## Кариера
Започва кариерата си в Бела Виста. От 1945 до 1950 г. Техера играе за един от най-силните уругвайски клубове Насионал Монтевидео, като 3 пъти през това време печели уругвайското първенство през 1946, 1947 и 1950 г.
Част е от националния отбор на Уругвай от 24 януари 1945 г. до 5 юни 1954 г., играейки за този период 31 мача и ставайки световен шампион през 1950 г.

## Отличия

### Отборни
Насионал Монтевидео
- Примера дивисион де Уругвай: 1946, 1947, 1950

### Международни
Уругвай
- Световно първенство по футбол: 1950